# L'Accélérateur atomique
L'Accélérateur atomique est un album de bande dessinée, le neuvième de la série Lapinot. C'est un hommage à la série Les aventures de Spirou et Fantasio.

## Synopsis
Lapinot, retrouve en sortant du travail son ami canard, qui rentre de voyage. Ayant trouvé une perle dans une huître, ce dernier décide d'en faire évaluer le prix dans une bijouterie. Pendant cette évaluation, tous les bijoux disparaissent en un clin d'œil. Les héros se voient alors accusés de complicité par la police.

## Personnages

### Personnages principaux
- Lapinot (joue le rôle de Spirou)
- Un canard (joue le rôle de Fantasio)
- Un petit lapin (joue le rôle de Spip)
- Richard Mammouth (joue le rôle du savant fou)

### Personnages secondaires
- Les policiers
- Mademoiselle Jeanne et Léon Prunelle, qui apparaissent dans les deux premières cases de la bande dessinée, stylisés en oiseaux
- Le bijoutier
- Robert et Alex, les hommes de main du savant fou